# アルティン環
アルティン環（アルティンかん、Artinian ring、アルチン環とも）とは、降鎖条件から定まるある種の有限性をもった環のこと。名称はエミール・アルティンにちなむ。

## 定義
環 R に対し次の二条件は同値である。
- （降鎖条件）： R の左イデアルからなる任意の降鎖は有限の長さで停止する：
{\displaystyle I_{1}\supseteq I_{2}\supseteq \cdots ,(I_{k}{\text{ : ideal}},k=1,2,\dots )\Rightarrow \exists N{\text{ such that }}I_{N}=I_{N+1}=\cdots .}
- （極小条件）： R の左イデアルからなる空でない任意の族は包含関係に関する極小元を持つ：
{\displaystyle \varnothing \neq L:=\{I_{\lambda }\subseteq R\mid I_{\lambda }{\text{ : ideal}},\lambda \in \Lambda \}\Rightarrow \exists I\in L{\text{ such that }}I\ \not \supset \ I_{\lambda }{\text{ for all }}\lambda .}

これらの同値な条件を満たす環 R は左アルティン的 (left Artininan) であると言い、また左アルティン的である環を左アルティン環と呼ぶ。また、上記条件中の「左イデアル」と「右イデアル」とを取り替えて右アルティン環 (right Artininan ring) が定義される。環 R が左右両側でアルティン的 (two sided Artininan) であるとき、R は両側アルティン環であるという。考えている環 R が可換環であるならば左右の区別なく単にアルティン環あるいは可換環であることを強調して可換アルティン環あるいはアルティン的可換環などと呼ぶ。文脈によっては左アルティン環、右アルティン環あるいは両側アルティン環のことを単にアルティン環と略称する。

## 例

### アルティン環である例
- 有限環はアルティン環である。
- 体上の有限次元多元環はアルティン環である。特に体はアルティン環である。
- R がアルティン環ならば全行列環 Mn(R) もアルティン環である。

### アルティン環でない例
- 整数環はアルティン環ではない（が、ネーター環である）。
- 可除環でない域は、左（右）アルティンでない。
- 環 {\displaystyle {\begin{bmatrix}\mathbb {R} &\mathbb {R} \\0&\mathbb {Q} \end{bmatrix}}} は左アルティン環であるが、右アルティン環ではない[2]。

## 性質

### 環
- アルティン環はネーター環となる（ホプキンス-レヴィツキ-秋月）。よってアルティン環は組成列を持つ。また逆に、ネーター環であって、冪零なジャコブソン根基を持ち、ジャコブソン根基による剰余環が半単純であるような環はアルティン環である。また、可換環に限れば、アルティン環であることとクルル次元 0 のネーター環であることとは同値である。
- 環がアルティン的単純環となる必要十分条件は適当な斜体上のある次数の全行列環と同型になることである[3]。一般に、半単純環は（斜体や次数が同じでなくてもよい）全行列環の有限個の直積である。詳細は「アルティン-ウェダーバーンの定理」および「半単純環」を参照。
- アルティン環のジャコブソン根基による剰余環は半単純である。特に半単純環はジャコブソン根基が消えているアルティン環として特徴づけられる[4]。
- 環 R が左（または右）アルティン環であることと、適当なイデアル I に対して R/I および I が左（または右）アルティン的であることとは同値である（ここで、I がアルティン的であるとは I を R 加群とみてアルティン的であることをいう）。
- 左アルティン環が域であれば可除環である。

### イデアル
- アルティン環の極大イデアルは有限個である[5]。
- アルティン環のジャコブソン根基は最大の冪零イデアルである。
- アルティン環の素イデアルは極大イデアル（すなわちクルル次元が 0 ）である。特に、可換アルティン環は整域ならば可換体である。

### 加群
- アルティン環上の既約加群の同型類は有限個である[5]。